# Le Dernier Jour de la colère
Pour plus de détails, voir Fiche technique et Distribution.
Le Dernier Jour de la colère (I giorni dell'ira) est un western européen italo-allemand réalisé par Tonino Valerii, sorti en 1967 et interprété par Lee Van Cleef et Giuliano Gemma.

## Synopsis
Scott, fils d'une prostituée, est le souffre-douleur de la petite ville tranquille de Clifton. Un jour, le pistolero Talby débarque et, en prenant la défense du jeune homme, tue un homme. Il est relâché pour légitime défense et prend sous son aile Scott, qui s'avère être un excellent tireur. Le maître et l'élève décident de se venger des notables de Clifton et prennent peu à peu le contrôle de la ville avant de s'opposer.

## Fiche technique
- Titre original : I giorni dell'ira
- Titre français : Le Dernier Jour de la colère ou On m'appelle Saligo[1]
- Réalisation : Tonino Valerii
- Scénario : Sergio Leone, Luciano Vincenzoni et Tonino Valerii
- Décors : Gianni Polidori et Rosa Cristina
- Costumes : Vera Marzot et Luciano Sagoni
- Photographie : Enzo Serafin
- Montage : Nino Baragli et Franco Fraticelli
- Musique : Ennio Morricone et Riz Ortolani
- Production : Henryk Chrosicki, Alfonso Sansone
  - Claudio Mancini (producteur exécutif)
  - Fulvio Morsella (producteur)
- Société(s) de production : Rafran Cinematografica, Les Films Jacques Leitienne, Imp.Ex.Ci., Alcinter, Rialto Film Preben-Philipsen
- Pays d'origine :  Italie
- Langue : Italien
- Format : Couleur - 2.35:1 - 35 mm - Mono
- Société(s) de distribution :
  -  Italie : Titanus Distribuzione
  -  France : Les Films Jacques Leitienne
- Dates de sortie :
  -  Allemagne de l'Ouest : 13 décembre 1967 (première)
  -  France : 14 décembre 1967
  -  Italie : 21 décembre 1967
- Genre : Western spaghetti
- Durée : 111 minutes
- Interdit aux moins de 12 ans lors de sa sortie en salle.
- Affiche : Constantin Belinsky (France)

## Distribution
- Lee Van Cleef (VF : Marcel Bozzuffi) : Frank Talby
- Giuliano Gemma (VF : Michel Barbey) : Scott Mary
- Walter Rilla (VF : Georges Hubert) : Murph Allan Short
- Christa Linder : Gwen
- Yvonne Sanson : Vivien Skill
- Lukas Ammann (VF : François Valorbe) : le Juge Cutchell
- Andrea Bosic (VF : Raoul Guillet) : Abel Murray
- Al Mulock (VF : Michel Bouquet) : Wild Jack
- Giorgio Gargiullo : le Tueur
- José Calvo : Bill le borgne
- Hans-Otto Alberty : Sam Corbitt
- Anna Orso : Eileen, la fille du juge Cutchell
- Benito Stefanelli (VF : Jacques Beauchey) : Owen White, le tueur à gages
- Nino Nini : le Shérif Jim Nigel
- Ennio Balbo (VF : Pierre Collet) : Turner, le banquier
- Franco Balducci (VF : Georges Poujouly) : Slim
- Romano Puppo (VF : Claude Joseph) : Ralph Perkins
- Virgilio Gazzolo : Mr. Barton
- Eleonora Morana : Mrs. Barton
- Paul Naschy (non crédité)

## Accueil critique
Quentin Tarantino l'a classé 7e dans sa liste des 20 meilleurs westerns spaghetti.